# 救急救命士
救急救命士（きゅうきゅうきゅうめいし、米: Emergency Medical Technician、英: Emergency Medical Technician Paramedic）とは、病院への搬送途上及び医療機関に到着し外来での診療を終える、若しくは患者が入院するまでの間（救急外来等）において救急救命処置を施し、重度傷病者の生命の危機を回避することを目的とした国家資格の名称。
日本の法律上でのアルファベット表記は「Emergency Life-saving Technician」。英語の一般的な呼称は“Paramedic”（パラメディック）である。
本項では、特記がない限り、日本の救急救命士制度について述べる。

## 概要

### 救急救命士の定義
救急救命士法第2条にて「厚生労働大臣の免許を受けて、医師の指示の下に、救急救命処置を行うことを業とする者」と記されている。
全国の自治体消防本部の救急隊の救急車に、常時最低1名乗車させることが目標とされている。救急救命士が活動するための構造になっている救急車を高規格救急車という。

### 救急救命士の役割
救急救命士法第44条第2項で「救急救命士は、救急用自動車その他の重度傷病者を搬送するためのものであって厚生労働省令で定めるもの（以下この項及び第53条第2号において「救急用自動車等」という。）以外の場所においてその業務を行ってはならない。ただし、病院又は診療所への搬送のため重度傷病者を救急用自動車等に乗せるまでの間において救急救命処置を行うことが必要と認められる場合は、この限りでない。」と定められている。
救急救命士は、救急車等に乗車して現場に向かい、傷病者に観察・処置を施しながら医療機関まで搬送する、プレホスピタルケア（病院前救護）を担う。この病院前救護の質を高めることが救急救命士の大きな目的のひとつであり、心肺停止を含む重症傷病者に対して適切な処置を実施することは救命率の向上につながる。また、救急隊員の指導・育成や、医療機関との連携強化も重要な役割である。
2021年10月1日付けで改正救急救命士法が施行されたことに伴い「救急現場から傷病者が入院もしくは帰宅するまで」の間において救急救命処置を実施することが可能となった。つまりこれまで救急現場や救急車内に限定されていた業務が医療機関でも可能となった。

### 救急救命士の歴史
かつては「救急隊員は医師でないため、医療行為を行うことはできない」とする日本の法制度上の制限により、救急搬送時の医療行為が一切禁止されていた。しかし、諸外国に比べて低い心肺停止患者の救命率や社会復帰率、目の前で苦しんでいる人間がいるのに、法律の壁によって手を差し伸べることができず、患者の周囲からは厳しい言葉で責められる現場救急隊員の実情を目の当たりにした、当時の東京消防庁救急担当主幹であった武井勝徳が雑誌『暮しの手帖』に投稿を行う。フジテレビの報道番組『FNNスーパータイム・週末』においては、1989年（平成元年）から約2年に渡り、黒岩祐治の旗振りで救急医療の現場や、救急救命士の必要性を訴える特集を放送した。これと並行して、国会では参議院議員の常松克安が救急救命士の必要性を繰り返し訴え、自治大臣の奥田敬和から「制度導入が我が国にも喫緊の問題として必要であろう」との答弁を引き出す。それらのことが世論の反応を呼び、1991年（平成3年）4月23日に救急救命士法が制定されて制度化された。

### 発足までのエピソード
救急救命士は前記の通り、1989年（平成元年）に東京消防庁救急担当主幹の武井勝徳が、日本医師会で「このままでは、大変なことになります」と訴えた。それに共感した日本医科大学付属病院高度救命救急センターの医師・助教授（当時）山本保博などが、法律が改正される日のために、東京都内の救急隊員を集め、気管内挿管・点滴・除細動などの指導を行った。

## 救急救命処置

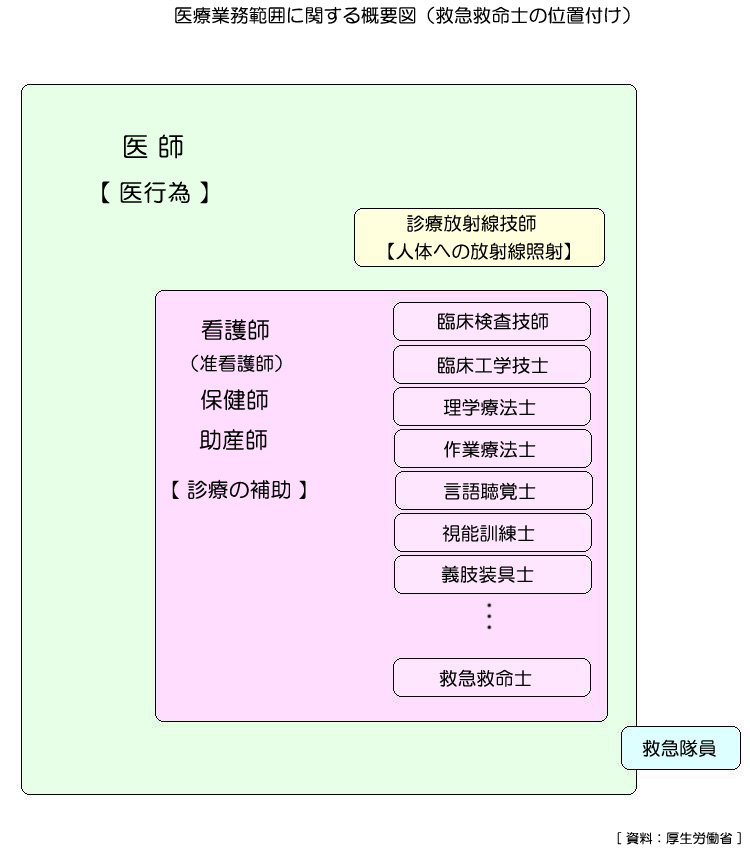
救急救命士の業務範囲　概念図

救急救命処置とは、「その症状が著しく悪化するおそれがあり、又はその生命が危険な状態にある傷病者（以下「重度傷病者」という。）が病院又は診療所に搬送されるまでの間に、当該重度傷病者に対して行われる気道の確保、心拍の回復その他の処置であって、当該重度傷病者の症状の著しい悪化を防止し、又はその生命の危険を回避するために緊急に必要なもの」と定義されている。（救急救命士法第2条第1項）
救急救命処置は、保健師助産師看護師法（保助看法）によって規定されている看護師（准看護師）の独占業務である「診療の補助」にあたる（すなわち、看護師以外の者が「診療の補助」を業としてはならない）が、救急救命士法第43条で「保健師助産師看護師法の規定にかかわらず診療の補助として救急救命処置を行うことを業とすることができる」と定められている。これは、法律によって一定の条件下において看護師の診療の補助業務の独占を一部解除することによって、他の医療資格であっても保助看法の規定にかかわらず診療の補助の一部を業とすることができるもので、臨床検査技師や作業療法士なども同様である。
なお、2021年10月1日付けで改正救急救命士法が施行されたことに伴い「救急現場から傷病者が入院もしくは帰宅するまで」の間において救急救命処置を実施することが可能となった。

### 救急救命処置の範囲
以下に救急救命処置の範囲を示す。
（1） 自動体外式除細動器による除細動
・処置の対象となる患者が心臓機能停止の状態であること。
（2） 乳酸リンゲル液を用いた静脈路確保のための輸液
（3） 食道閉鎖式エアウェイ、ラリンゲアルマスク又は気管内チューブによる気道確保
・気管内チューブによる気道確保については、その処置の対象となる患者が心臓機能停止の状態及び呼吸機能停止の状態であること。
（4） エピネフリンの投与（（8）の場合を除く。）
・エピネフリンの投与（（8）の場合を除く。）については、その処置の対象となる患者が心臓機能停止の状態であること。
（5） 精神科領域の処置
・精神障害者で身体的疾患を伴う者及び身体的疾患に伴い精神的不穏状態に陥っている者に対しては、必要な救急救命処置を実施するとともに、適切な対応をする必要がある。
（6） 小児科領域の処置
・基本的には成人に準ずる。
・新生児については、専門医の同乗を原則とする。
（7） 産婦人科領域の処置
・墜落産時の処置…臍帯処置（臍帯結紮・切断）、胎盤処理、新生児の蘇生（口腔内吸引、酸素投与、保温）
・子宮復古不全（弛緩出血時）…子宮輪状マッサージ
（8） 自己注射が可能なエピネフリン製剤によるエピネフリンの投与
・処置の対象となる重度傷病者があらかじめ自己注射が可能なエピネフリン製剤を交付されていること
（9） 聴診器の使用による心音・呼吸音の聴取
（10） 血圧計の使用による血圧の測定
（11） 心電計の使用による心拍動の観察及び心電図伝送
（12） 鉗子・吸引器による咽頭・声門上部の異物の除去
（13） 経鼻エアウェイによる気道確保
（14） パルスオキシメーターによる血中酸素飽和度の測定
（15） ショックパンツの使用による血圧の保持及び下肢の固定
（16） 自動式心マッサージ器の使用による体外式胸骨圧迫心マッサージ
（17） 特定在宅療法継続中の傷病者の処置の維持
（18） 口腔内の吸引
（19） 経口エアウェイによる気道確保
（20） バッグマスクによる人工呼吸
（21） 酸素吸入器による酸素投与
（22） 気管内チューブを通じた気管吸引

### 特定行為
上記の救急救命処置のなかで、一部のものは特定行為として制限されている。特定行為を行う際には、オンラインメディカルコントロールにより、医師の具体的な指示を受けなければならない（救急救命士法第44条）。すなわち、救急救命士が現場にて特定行為の適応であると判断した場合、地域のメディカルコントロール担当医師に電話などで直接指示を要請し、その医師の指示に従って処置を行うということである。ただし東日本大震災に伴う救援活動の際には、通信事情の問題から、医師の具体的指示が得られない場合、特定行為を行うことの違法性は阻却され得るとの見解が、厚生労働省医政局によって示された。
指示を出す医師に医師免許以外の資格は必要ないが、主に地域メディカルコントロール体制下で、指導医またはメディカルコントロール医師（MC医）が指示を出すことになる。
以下に、医師の具体的指示を必要とする救急救命処置（特定行為）を挙げる。
- 乳酸リンゲル液を用いた静脈路確保のための輸液
  - 心臓機能停止または呼吸機能停止状態の傷病者が適応
- 器具を用いた気道確保
  - 食道閉鎖式エアウェイまたはラリンゲアルマスクを用いた気道確保
  - 該当行為認定取得者による気管挿管（2004年より）[注釈 1]
- 薬剤投与
  - 「薬剤投与認定」取得者によるアドレナリン（エピネフリン）投与（2006年法改定より）[10]
- 乳酸リンゲル液を用いた静脈路確保及び輸液（2014年より）[11]
  - 心肺機能停止状態でない重度傷病者であって、ショックが疑われる又はクラッシュ症候群が疑われる若しくはクラッシュ症候群に至る可能性がある場合が対象。
- ブドウ糖溶液の投与（2014年より）[11]
  - 心肺機能停止状態でない重度傷病者であって、血糖定により低血糖状態が確認された場合が対象。

従来の特定行為は、心肺停止状態の傷病者でなければ行うことができなかった。しかし、平成26年4月1日の救急救命士法施行規則の改正に伴い、心肺停止前の静脈路確保及び輸液、低血糖発作症例へのブドウ糖溶液の投与が認められた。
- かつて、自動体外式除細動器による除細動を行うには医師の具体的指示が必要だったが、2003年の救急救命士法施行規則第21条改正により包括的指示（事前に定められた手順に確実に従うことで、具体的指示に代えること）で可能とされた。

これら特定行為の拡大は、2001年秋田市消防本部の救急救命士が日常的に気管挿管を実施していた実態が判明したことが契機となっている（その後他県でも同様の実態が判明）。詳しくは気管挿管#問題を参照。

### トリアージ
大規模災害や集団食中毒などによって多数の傷病者が発生した際には、傷病者の重症度・緊急度によって搬送・処置の順位を決めるトリアージを行う。

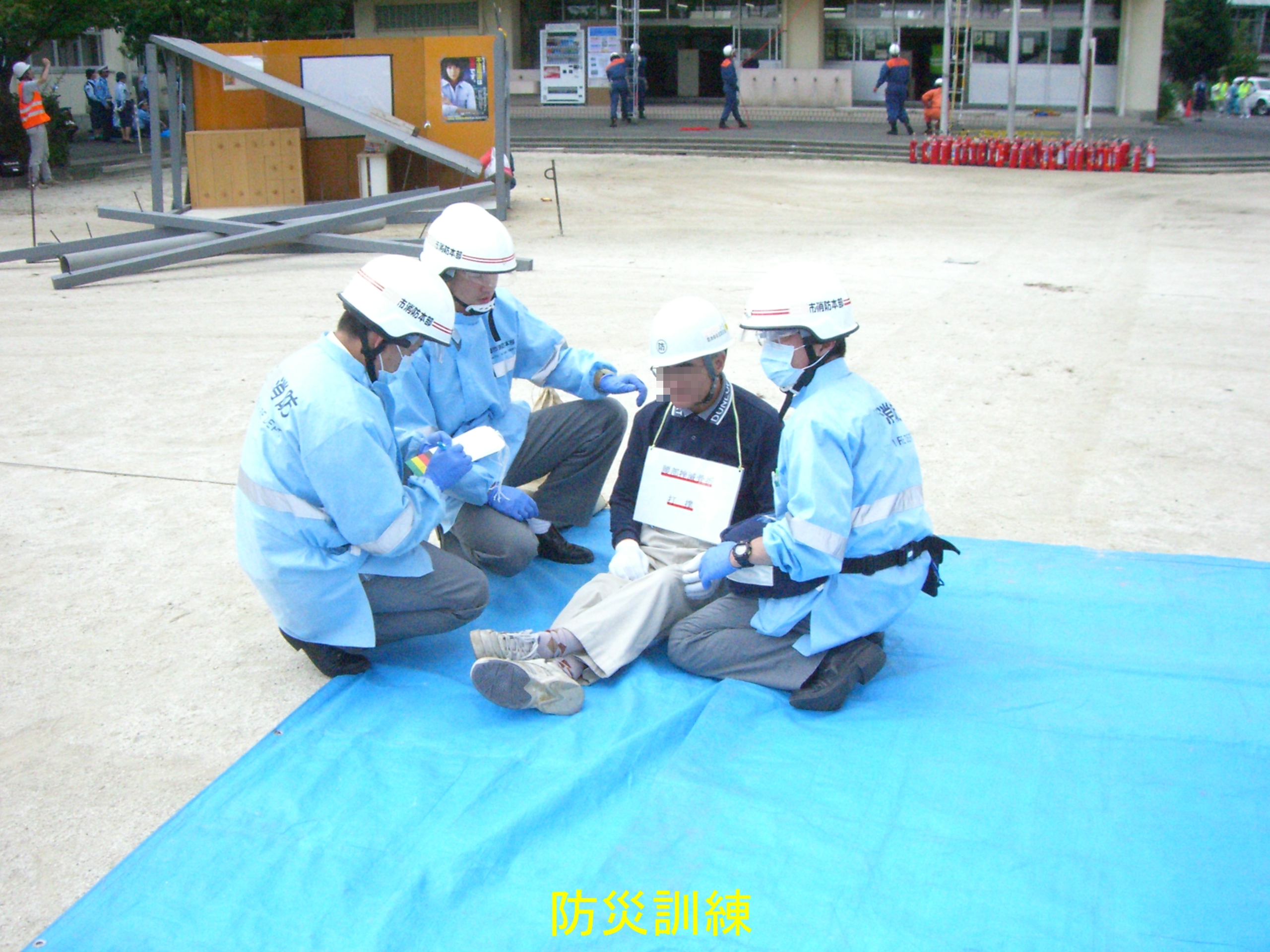
トリアージ訓練を行う救急救命士
（2007年9月2日撮影）

### 認定救急救命士制度
救急救命士法施行規則の改正により救急救命士が行える行為の範囲が段階的に拡大されてきているところ、その技術を担保するためにメディカルコントロール体制による制限が設けられている。施行規則が改正・施行された場合にはそれ以前に免許を受けた者を含めた全ての救急救命士について行える行為が拡大されるところ、地域メディカルコントロール協議会が、認定を受けたものにしか医師の指示を出さないというプロトコール（規約）を設けることにより、一定の教育・課程を修了したものにしかそれらの行為をさせないという制度である。現在は、この制度により、「気管挿管」「薬剤投与（アドレナリン）」「ビデオ喉頭鏡を用いた気管挿管」「薬剤投与（ブドウ糖溶液）」「心肺機能停止状態でない傷病者に対する静脈路確保」が制限されている。認定救急救命士の実習においては、メディカルコントロールの下、気管挿管や薬剤投与などの行為が院内で行われる。なお、アドレナリン投与、ブドウ糖溶液投与、心肺機能停止状態でない傷病者に対する静脈路確保については、施行規則改正後に養成教育（救急救命士国家試験を受験するための教育）を受けているものが新たに認定を受ける必要はないが、認定救急救命士と同様の処置を行うための登録が必要（薬剤登録救急救命士）となる。認定又は登録は、都道府県メディカルコントロール協議会が行う。

### メディカルコントロール
メディカルコントロールとは、病院前救護における救急隊員が行う医療サービスの質を管理する体制である。本来、医師が救急現場に出向き、治療を行うのが理想であるが、あまり現実的ではない（ドクターカーやドクターヘリも存在するが、全ての救急事案に対応するのは現状では不可能である）。このため、救急救命士を含めた救急隊員が医師のかわりに処置を行うことになる。この処置の中には医行為に該当するものも多くあり、医師により指導・管理され、質が保たれていなければならない。
各都道府県・地域に「メディカルコントロール協議会」（地域により名称が異なる）が存在し、そこに所属する医師によって、救急隊員の教育・研修、実際に処置を行う際の指示や助言、処置の事後検証（症例検討会）などが行われており、救急隊員の質が管理されている。
メディカルコントロールには直接的（オンライン）メディカルコントロールと間接的（オフライン）メディカルコントロールがある。

#### 直接的（オンライン）メディカルコントロール
メディカルコントロール医師が電話などで直接処置の指示や助言を行うもの。上記の特定行為を行う際にはオンラインで医師に指示（医師の具体的指示）を要請する必要がある。

#### 間接的（オフライン）メディカルコントロール
救急隊員の教育、プロトコール（処置の手順書のようなもの）の策定・検討、救急隊員による処置の評価・検証、救急医療体制の向上策の検討などが挙げられる。医師の具体的指示を必要としない処置は、プロトコールによって事前に医師の指示が示されており（包括的指示という）、これに基づいて行われる。プロトコールは各地域ごとに定められており、内容が異なっている。

## 救急救命士の現状
- 2012年（平成24年）4月1日現在、救急救命士を運用している消防本部は、全国791消防本部のうち790本部で、その運用率は99.9%である。救急救命士を運用している救急隊は年々増加し、全国4965隊の救急隊のうち95.9%にあたる4763隊となっている。また、救急救命士の資格を有する消防職員は2万7827人であり、うち救急救命士として運用されている救急隊員は2万2118人である[12]。
- 医療専門職がいない院外で活動をする救急隊員や陸・海・空自衛隊員、海上保安庁職員などの活動可能範囲を広げ、救命率を上げるために創設された国家資格である。救命救急センターなどの病院での採用事例もあり、入院患者以外の重度傷病者に対して救急救命処置を実施することは可能である。

- 米国のEMSやパラメディック（日本の救急救命士にあたる）は州ごとに資格があり[13]、消防や警察などの公的機関に加えて民間の救急隊や娯楽施設でも活動しているが、日本の場合は救急救命士の資格が厚生労働省、救急隊の活動基準は消防庁と別個になっている事も職域拡大の障害となっている。消防機関に属する救急救命士は、公務員であるために職務行為以外の活動にあたる法律の改正や救急救命士の職域拡大に向けた活動や運動を行う事は公務員の性格上出来ないのも事実である。そこで、公務員以外の民間の救急救命士有資格者が中心となって一般社団法人日本救急救命士協会[14]を設立し職域拡大に向けた活動を開始したり、常設消防がない宮崎県美郷町が救急搬送を民間の「日本救急システム[15]」に委託し日本で初めての民間救急救命士による救急活動を開始[16]するなど新たな動きもみられつつある。
- 2021年10月1日付けで改正救急救命士法が施行されたことに伴い「救急現場から傷病者が入院もしくは帰宅するまで」の間において救急救命処置を実施することが可能となった。これまでは救急現場から医療機関までに限定されていたが、改正により医療機関内で救急救命士としての業務が可能となった。

### 民間救急救命士の活用
消防機関に属さない救急救命士は救急救命士全体の37%であるが、ここから海上保安庁・自衛隊・警察に属する救急救命士を除いたものが「民間救急救命士」である。民間救急救命士は主として警備会社・病院・民間搬送機関に所属することが多い。
民間では、ベテランであれば患者搬送の補助や救命講習の指導役などに経験を活かせるため、一部の病院が消防局を定年退職した資格者を積極的に採用している。
厚生労働省では「救急救命士法における消防に属さない救急救命士の活用範囲」として「役場救急での活用」以外にも、「地域包括ケアシステムでの活用」、「集客施設・イベントでの活用」、「救命センター等病院での活用」を例に挙げている。今後は、消防機関退職後の救急救命士の活用や、新たな領域においても医療資格を有する病院前のスペシャリストである救急救命士の活用といった活用が検討されている。

## 国家試験

### 受験資格
救急救命士国家試験の受験資格は、救急救命士法第34条で規定された救急救命士養成所（消防学校ならびに専門学校・大学）で履修した者に与えられる。詳しくは救急救命士国家試験#受験資格を参照。

## 教育機関
教育機関は以下のとおり。
地域別は救急救命士養成所のページを参照

### 消防
各消防機関より、救急隊員として5年若しくは2000時間の実務経験を有する者が辞令により入所し養成される。
- 財団法人救急振興財団が運営する養成所
  - 救急救命東京研修所（ELSTA東京） - 東京都八王子市南大沢4丁目5番地
  - 救急救命九州研修所（ELSTA九州） - 福岡県北九州市八幡西区大浦3丁目8番1号
- 県や政令指定都市独自の養成所
  - 札幌市消防局救急救命士養成所（札幌市消防学校）
  - 埼玉県消防学校救急救命士養成課程（埼玉県消防学校）
  - 東京消防庁消防学校救急救命士養成課程（東京消防庁消防学校）
  - 横浜市救急救命士養成所（横浜市消防訓練センター）
  - 名古屋市消防局救急救命研修所（昭和消防署併設）
  - 京都市消防学校救急救命士養成課程（京都市消防学校）
  - 大阪市消防局高度専門教育訓練センター救急救命士養成課程
  - 兵庫県消防学校救急救命士養成課程（兵庫県消防学校）[21]
  - 広島市消防局救急救命士研修所（西消防署併設の広島市救急教育センター）
  - 仙台市消防局救急救命研修所

など

### 防衛省・自衛隊
- 陸上自衛隊衛生学校（三宿駐屯地）
- 自衛隊横須賀病院教育部（海上自衛隊横須賀基地〈田浦地区〉）
- 自衛隊入間病院教育部（航空自衛隊入間基地）[22]

### 大学
- 国士舘大学 体育学部 スポーツ医科学科
- 杏林大学 保健学部 救急救命学科
- 帝京平成大学
  - 地域医療学部 医療スポーツ学科 救急救命士コース
  - 健康メディカル学部 医療科学科 救急救命士コース
- 東亜大学 医療学部 医療工学科 救急救命コース
- 千葉科学大学 危機管理学部 医療危機管理学科 救急救命学コース
- 倉敷芸術科学大学 生命科学部 健康科学科 救急救命士コース
- 帝京大学 医療技術学部 スポーツ医療学科 救急救命士コース
- 明治国際医療大学 保健医療学部 救急救命学科
- 京都橘大学 健康科学部　救急救命学科
- 中部大学 生命健康科学部 スポーツ保健医療学科
- 広島国際大学　保健医療学部　医療技術学科　救急救命専攻
- 日本体育大学 保健医療学部　救急医療学科
- 東海学院大学 心理学科　救急救命コース
- 新潟医療福祉大学 医療技術学部   救急救命学科

### 短期大学
- 弘前医療福祉大学短期大学部 救急救命学科

### 専門学校
- 北海道ハイテクノロジー専門学校
- 吉田学園医療歯科専門学校
- 国際医療看護福祉大学校
- 晃陽看護栄養専門学校
- つくば栄養調理製菓専門学校
- さくら医療福祉専門学校
- 太田医療技術専門学校
- 国際医療福祉専門学校
- 東京医薬専門学校
- 首都医校
- 湘央生命科学技術専門学校
- 湘南医療福祉専門学校
- 新潟医療技術専門学校
- 長野救命医療専門学校
- 国際医療福祉専門学校七尾校
- 東海医療工学専門学校
- 名古屋医専
- 大阪医専
- 大原簿記専門学校　大阪校　救急救命士学科
- 東洋医療専門学校
- 神戸医療福祉専門学校三田校
- 朝日医療専門学校福山校
- 福岡医健専門学校
- 熊本総合医療リハビリテーション学院
- 公務員ビジネス専門学校
- 日本スポーツ健康福祉専門学校沖縄